# Port lotniczy Maurice’a Bishopa
Port lotniczy Maurice’a Bishopa (ang. Maurice Bishop International Airport, do 9 maja 2009 Point Salines Airport), jest największy port lotniczy karaibskiego państwa Grenada, zlokalizowany w stolicy – Saint George’s.
Nazwany na cześć premiera Maurice’a Bishopa, który zainicjował rozwój gospodarczy Grenady i budowę lotniska, po czym zginął w zamachu stanu.

## Linie lotnicze i połączenia
- Air Canada (Toronto-Pearson) [sezonowe]
- Air Jamaica (Montego Bay, New York-JFK)
- American Airlines (Miami)[2]
  - American Eagle (San Juan)
- British Airways (Antigua, London-Gatwick)
- Condor Airlines (Frankfurt)
- Conviasa (Porlamar)
- LIAT (Barbados, St.Vincent, Tobago, Trinidad, St.Lucia)
- Skyservice (Toronto-Pearson) [sezonowe]
- SVG Air (Carriacou, Union Island, Canouan), także czartery
- Virgin Atlantic (London-Gatwick, Tobago)
- Monarch Airlines (London-Gatwick, Tobago)